# Ray Stevenson
George Raymond "Ray" Stevenson (Lisburn, 25 de maio de 1964 – 21 de maio de 2023) foi um ator norte-irlandês. Ficou conhecido por interpretar Dagonet no filme Rei Arthur (2004) e Titus Pullo na série de televisão da HBO, Roma (2005–2007). Interpretou dois personagens da Marvel Comics: Frank Castle em Punisher: War Zone (2008) e Volstagg no Universo Cinematográfico Marvel (2011–2017). Seus outros filmes incluem Kill the Irishman (2011), onde interpretou o mafioso Danny Greene, Os Três Mosqueteiros (2011) e RRR (2022), onde interpretou o vilão Governador Scott. Seus papéis na televisão incluem o mafioso ucraniano Isaak Sirko em Dexter, Ótaro de Halogalândia em Vikings, Barba-Negra em Black Sails e Gar Saxon em Star Wars Rebels e Star Wars: The Clone Wars. 

## Início da vida
George Raymond Stevenson nasceu em Lisburn em 25 de maio de 1964, o segundo de três filhos de pais irlandeses. Seu pai era um piloto da Força Aérea Real. Ele se mudou para a Inglaterra com sua família aos oito anos de idade, primeiro se estabelecendo na área de Lemington de Newcastle upon Tyne e depois em Seaton Delaval. Frequentou a Bristol Old Vic Theatre School, graduando-se aos 29 anos.

## Morte
Stevenson morreu em 21 de maio de 2023, quatro dias antes de completar 59 anos. A causa da morte não foi revelada, mas ele foi supostamente hospitalizado durante as filmagens de Cassino in Ischia, na ilha italiana de Ísquia. Colegas de elenco de Stevenson, incluindo Rosario Dawson, Scott Adkins, James Purefoy e Kevin McKidd prestaram homenagens.
O primeiro episódio de Ahsoka, lançado pouco mais de três meses após a morte de Stevenson em 22 de agosto de 2023, inclui uma dedicatória a ele: "Para nosso amigo, Ray". Ivanna Sakhno, que interpretou a aprendiz de Stevenson em Ahsoka, escreveu em homenagem que ela será "para sempre sua Loba", em referência aos seus personagens nomeados em homenagem aos dois wargs que perseguiram a lua e o sol na mitologia nórdica.

## Filmografia

### Cinema
| † | Denota filmes que ainda não foram lançados |

| Ano  | Titulo                                     | Papel                     | Notas         |
| ---- | ------------------------------------------ | ------------------------- | ------------- |
| 1998 | Livre para Voar                            | Gigolo                    |               |
| 1999 | G:MT – Greenwich Mean Time                 | Sr. Hardy                 |               |
| 2004 | Rei Arthur                                 | Dagonet                   |               |
| 2008 | Outpost                                    | DC                        |               |
| 2008 | O Justiceiro: Em Zona de Guerra            | Frank Castle / Justiceiro |               |
| 2009 | Circo dos Horrores - O Aprendiz de Vampiro | Murlough                  |               |
| 2010 | O Livro de Eli                             | Redridge                  |               |
| 2010 | Os Outros Caras                            | Roger Wesley              |               |
| 2011 | Kill the Irishman                          | Danny Greene              |               |
| 2011 | Thor                                       | Volstagg                  |               |
| 2011 | Os Três Mosqueteiros                       | Porthos                   |               |
| 2013 | G.I. Joe: Retaliação                       | Firefly                   |               |
| 2013 | O Carro de Jayne Mansfield                 | Phillip Bedford           |               |
| 2013 | Thor: O Mundo Sombrio                      | Volstagg                  |               |
| 2014 | Divergente                                 | Marcus Eaton              |               |
| 2014 | Caçada ao Presidente                       | Morris                    |               |
| 2015 | A Série Divergente: Insurgente             | Marcus Eaton              |               |
| 2015 | Carga Explosiva: O Legado                  | Frank Martin Sr.          |               |
| 2016 | A Série Divergente: Convergente            | Marcus Eaton              |               |
| 2017 | Thor: Ragnarok                             | Volstagg                  |               |
| 2017 | Cold Skin                                  | Gruner                    |               |
| 2018 | Accident Man                               | Big Ray                   |               |
| 2018 | Final Score                                | Arkady Belav              |               |
| 2022 | RRR                                        | Governador Scott Buxton   | Filme Indiano |
| 2022 | Memory                                     | Detetive Danny Mora       |               |
| 2022 | Accident Man: Hitman's Holiday †           | Big Ray                   | Completo      |

### Televisão
| Ano       | Titulo                        | Papel                         | Notas                                                                       |
| --------- | ----------------------------- | ----------------------------- | --------------------------------------------------------------------------- |
| 1993      | A Woman's Guide to Adultery   | Jornalista                    |                                                                             |
| 1994      | A Dwelling Place              | Matthew Whitwell              | 3 episódios                                                                 |
| 1994      | The Return of the Native      | Clym Yeobright                | Filme para TV                                                               |
| 1995      | Band of Gold                  | Steve Dickson                 |                                                                             |
| 1995      | Some Kind of Life             | Steve                         | Filme para TV                                                               |
| 1996      | The Tide of Life              | Larry Birch                   |                                                                             |
| 1997      | Peak Practice                 | Joe Higson                    | Episódio: "Home Truths"                                                     |
| 1997      | Drover's Gold                 | Armstrong                     | 5 episódios                                                                 |
| 1998      | City Central                  | DI Tony Baynham               | 32 episódios                                                                |
| 1999      | Love in the 21st Century      | Alex                          | Episódio: "Toyboys"                                                         |
| 2000      | Holby City                    | Laurence Haney                | Episódio: "Taking It on the Chin"                                           |
| 2000      | The Bill                      | Sgt. Gartland                 | Episódio: "Over the Edge"                                                   |
| 2001      | At Home with the Braithwaites | Graham Braithwaite            | 11 episódios                                                                |
| 2001      | Dalziel and Pascoe            | Jeff Parry                    | Episódio: "Truth and Consequences"                                          |
| 2003      | Red Cap                       | Sgt. Chris Roxborough         | Episódio: "Cover Story"                                                     |
| 2003      | Murphy's Law                  | Robert Eaglan                 | Episódio: "Kiss and Tell"                                                   |
| 2004      | Waking the Dead               | Dr Tim Faulkner               | Episódio: "Fugue States"                                                    |
| 2005–2007 | Roma                          | Titus Pullo                   | 22 episódios                                                                |
| 2007      | Life Line                     | Peter Brasco                  | Filme para TV                                                               |
| 2009      | Esquadrão de Heróis           | Frank Castle/Justiceiro (voz) |                                                                             |
| 2012      | Dexter                        | Isaak Sirko                   | 9 episódios Indicado – Prêmio Saturno de Melhor Ator Convidado na Televisão |
| 2014      | Crossing Lines                | Miles Lennon                  | 4 episódios                                                                 |
| 2015      | Saints & Strangers            | Stephen Hopkins               |                                                                             |
| 2016–2017 | Black Sails                   | Barba-Negra                   | 11 episódios                                                                |
| 2016–2017 | Star Wars Rebels              | Gar Saxon (voz)               | 2 episódios                                                                 |
| 2017      | Rellik                        | DSI Edward Benton             | 6 episódios                                                                 |
| 2019      | Reef Break                    | Jake Elliot                   | 13 episódios                                                                |
| 2019      | Medici: Mestres de Florença   | Fernando I de Nápoles         | 2 episódios                                                                 |
| 2020      | The Spanish Princess          | Jaime IV da Escócia           | 2 episódios                                                                 |
| 2020      | Vikings                       | Ótaro de Halogalândia         | 11 episódios                                                                |
| 2020      | Star Wars: The Clone Wars     | Gar Saxon (voz)               | 2 episódios                                                                 |
| 2022      | Das Boot                      | Comandante Jack Swinburne     | 8 episódios                                                                 |
| 2023      | Ahsoka                        | Baylon                        | 8 episódios                                                                 |

### Teatro
| Ano  | Titulo               | Papel     | Notas |
| ---- | -------------------- | --------- | ----- |
| 2000 | York Mystery Plays   | Cristo    |       |
| 2001 | Mouth to Mouth       | Roger     |       |
| 2003 | The Duchess of Malfi | O Cardeal |       |